# Мюзар, Альфред
Альфре́д Мюза́р (фр. Alfred Musard, часто Мюзар-сын, фр. Musard fils; 1818, Лондон — 29 апреля 1881) — французский дирижёр и композитор, специалист по лёгкой музыке. Сын Филиппа Мюзара.
Продолжил дело своего отца, переняв у него руководство оркестром, исполнявшим лёгкую танцевальную музыку в Париже, в том числе на открытых площадках — в том числе прямо на Елисейских полях, а после 1862 г. на так называемом Лугу Кателана в Булонском лесу. Сочинял танцевальные пьесы и различные попурри, написал также оперетту «Добрый негр» (фр. Bon Nègre; 1858), не имевшую успеха.
В 1858 г. предпринял гастроли в США, организатором которых выступил Бернард Ульман, привлекший к выступлениям в качестве солистов Сигизмунда Тальберга и Анри Вьётана. Концерты носили чисто светский характер: в рекламе подчёркивалось, что желающим присутствовать дамам будут розданы веера, а мороженое и прохладительные напитки можно будет заказать прямо на своё слушательское место у ожидающих в проходе официантов.
В США познакомился со скрипачкой Элизой Паркер, которая отправилась с ним в Париж и по дороге в Лондоне вышла за него замуж. В Европе Элиза Мюзар оказалась в самом центре светской жизни и в конце концов познакомилась в Баден-Бадене с королём Нидерландов Виллемом III, став его любовницей; королевские дары сделали мадам Мюзар исключительно богатой. Этот роман (в ходе которого Мюзар оставалась замужем за дирижёром) закончился дипломатическим скандалом, поскольку Германия усмотрела в нём влияние Франции на нидерландского монарха и его политику в ходе Люксембургского кризиса (продажа Люксембурга Франции принесла бы Виллему III деньги для дальнейших подарков).
Для поправки здоровья Мюзар отправился в Алжир, но умер на корабле, возвращаясь в Марсель. Его жена двумя годами ранее скончалась в психиатрической больнице.